# Peraniana
Peraniana là một chi bướm đêm thuộc họ Noctuidae.

## Loài
- Peraniana dissociata (Barnes & McDunnough, 1910)